# 오천항 (고흥군)
오천항은 전라남도 고흥군 금산면 오천리에 있는 어항이다. 1972년 3월 7일 지방어항으로 지정하여 관리하고 있다. 시설관리자는 고흥군수이다.

## 어항 연혁
본래 이마을에는 오동나무와 버드나무가 많아서 오류천으로 불러오다가 돌산군 금산면의 오천리를 1914년 행정구역 폐합시 고흥군 금산면 오천리로 하였다.

## 어항 구역
본 항의 어항구역은 다음과 같다.
- 수역: 오천리 133-1번지 동편에서 솔섬 북서쪽을 연결하고 솔섬 안쪽에서 북동쪽 암반 돌출부와 연결한 공유수면

## 어항 시설
- 방파제 401m, 선착장 203m, 물양장 351m

## 주요 어종
- 멸치, 농어, 돔, 장어, 미역, 다시마